# Finale della Coppa dei Campioni 1965-1966
La finale dell'11ª edizione di Coppa dei Campioni si disputò l'11 maggio 1966 presso l'Heysel di Bruxelles tra gli spagnoli del Real Madrid e gli jugoslavi del Partizan. All'incontro assistettero circa 47 000 spettatori. Il match, arbitrato dal tedesco occidentale Rudolf Kreitlein, vide la vittoria per 2-1 della squadra madrilena.

## Le squadre
| Squadre     | Partecipazioni precedenti (il grassetto indica la vittoria) |
| ----------- | ----------------------------------------------------------- |
| Real Madrid | 7 (1956, 1957, 1958, 1959, 1960, 1962, 1964)                |
| Partizan    | Nessuna                                                     |

## Il cammino verso la finale
Il Real Madrid di Miguel Muñoz esordì al primo turno contro gli olandesi del Feyenoord, perdendo all'andata 2-1, ma ribaltando il risultato a Madrid con quattro gol di Ferenc Puskás per il 5-0 finale. Agli ottavi di finale i Blancos sconfissero gli scozzesi del Kilmarnock con un risultato complessivo di 7-3. Ai quarti i belgi dell'Anderlecht vinsero la partita d'andata 1-0 per poi perdere al Santiago Bernabéu 4-2. In semifinale fu la volta dei campioni in carica dell'Inter, i quali persero 1-0 in Spagna e non andarono oltre l'1-1 in Italia.
Il Partizan di Abdulah Gegić iniziò il cammino europeo contro i francesi del Nantes, che superò con un risultato complessivo di 4-2. Agli ottavi i bianconeri superarono i tedeschi occidentali del Werder Brema con un 3-1 totale. Ai quarti di finale avvenne la spettacolare rimonta ai danni dei cecoslovacchi dello Sparta Praga, dopo aver perso la gara d'andata 4-1, i Parni valjak vinsero il retour match 5-0. In semifinale gli inglesi del Manchester Utd, privi del campione George Best, furono battuti all'andata 2-0 e nel ritorno la sconfitta per 1-0 garantì comunque l'accesso in finale.

## La partita
A Bruxelles va in scena una finale inedita tra Real Madrid, squadra pluricampione all'ottava finale, e il Partizan Belgrado, prima squadra dell'Est a raggiungere la finale di Coppa dei Campioni. Il match è bello ed equilibrato per tutto il primo tempo. Nella ripresa gli uomini di Gegić vanno in vantaggio col capitano Velibor Vasović. La gioia degli slavi si attenua a venti minuti dalla fine quando Amancio porta il match in parità, per poi spegnersi definitivamente sei minuti dopo col gol di Fernando Serena che regala la sesta coppa ai Blancos.

## Tabellino
| Arbitro: | Rudolf Kreitlein |

|                        |           |             |
| Amancio 70’ Serena 76’ | Marcatori | 55’ Vasović |

| Real Madrid | Partizan |

| Real Madrid  |    |                  |     |
|              |    |                  |     |
| P            | 1  | José Araquistáin |     |
| D            | 2  | Pachín           | 90’ |
| D            | 3  | Pedro de Felipe  |     |
| D            | 4  | Ignacio Zoco     |     |
| D            | 5  | Sanchís          |     |
| C            | 6  | Pirri            |     |
| C            | 7  | Manuel Velázquez |     |
| A            | 8  | Fernando Serena  | 90’ |
| A            | 9  | Amancio          |     |
| A            | 10 | Ramón Grosso     | 90’ |
| A            | 11 | Francisco Gento  |     |
| Allenatore:  |    |                  |     |
| Miguel Muñoz |    |                  |     |

| Partizan      |    |                     |
|               |    |                     |
| P             | 1  | Milutin Šoškić      |
| D             | 2  | Fahrudin Jusufi     |
| D             | 3  | Velibor Vasović     |
| D             | 4  | Branko Rašović      |
| D             | 5  | Ljubomir Mihajlović |
| C             | 6  | Vladimir Kovačević  |
| C             | 7  | Radoslav Bečejac    |
| A             | 8  | Mane Bajić          |
| A             | 9  | Mustafa Hasanagić   |
| A             | 10 | Milan Galić         |
| A             | 11 | Josip Pirmajer      |
| Allenatore:   |    |                     |
| Abdulah Gegić |    |                     |